# Bjeloglavi sup
Bjeloglavi sup (lat. Gyps fulvus) je vrsta ptica grabljivica iz porodice jastrebova. Pripada potporodici strvinara starog svijeta (Aegypiinae).

## Izgled
Ptica ima relativno malu glavu koju u letu drži spuštenu prema dolje, vrlo velika krila koja djeluju trokutasto i kratak rep koji izgleda kao da je odrezan. Krila su mu puno šira a rep kraći nego kod kostoberine (Gypaetus barbatus). Mlade ptice su tamnije od odraslih životinja. Odrasli imaju bijelo paperje na glavi i vratu i bjelkast namreškani "okovratnik".
Bjeloglavi sup je velika ptica s rasponom krila od 2,40 - 2,80 m. Duljina ptice je oko 100 cm, a može doseći masu između 6 i 13 kg.

## Način života
Očekivani životni vijek im iznosi 30 do 40 godina, a spolnu zrelost dostižu u dobi između 5 i 7 godina. Gnijezdi se između siječnja i ožujka, a ženka polaže samo jedno jaje između sredine siječnja i kraja veljače. Ležanje na jajima traje 110 do 120 dana. Hrani se isključivo uginulim životinjama, najčešće krupnim sisavcima. Nikada ne napada živi plijen. Bjeloglavi supovi tvore labave kolonije i uobičajeno su vjerni svom stalnom staništu. Često lete u jatima od više jedinki.

## Životni prostor
Bjeloglavi sup Gyps fulvus živi u južnoj Europi, sjevernoj Africi do sjevero-zapadne Indije, Tibeta i Mongolije.
U Europi staništa su im u brdovitim područjima, dok drugdje žive i na ravnicama. Na otoku Cresu nalazi se Centar za posjetitelje i oporavilište za bjeloglave supove Beli kojim upravlja Javna ustanova "Priroda".

## Rasprostranjenost
Bjeloglavi sup živi u Maroku, Alžiru, Španjolskoj (8 100 parova), na Sardiniji, duž istočne obale Jadrana (prije svega na otocima Cresu, Krku, Prviću, Plavniku i Rabu (manji broj jedinki), u Nacionalnom parku Paklenica je do 1999. živjela manja kolonija, kada su prilikom trovanja vukova otrovane posljednje jedinke. Također žive i u Crnoj Gori. Rasprostranjen je u Grčkoj (450 parova), Turskoj, istočnoj obali Sredozemlja i preko Iraka do Irana, Arapskog poluotoka, Indije i središnje Azije.
Pojedinačne životinje su dolazeći iz Slovenije stigle u Austriju. Tu žive poludivlje i već su se i gnijezdile. U Francuskoj je uspješno provedeno vraćanje u prirodu oko 220 parova. U Švicarskoj je prije kratkog vremena izbrojano 54 jedinki, a čini se da populacija snažno raste. Promatrači ptica su 2006. godine izvijestili da su u Njemačkoj, gdje je vrsta bila izumrla, vidjeli oko 200 jedinki.
Veliki dolazak ovih ptica u područja u kojima ih nije bilo dovodi se u vezu s vjerojatnim nedostatkom hrane u Španjolskoj i južnoj Francuskoj što je uslijedilo zbog smjernica Europske unije o uklanjanju životinjskih lešina. U lipnju 2007. godine su velika jata ovih ptica ponovo viđene u Njemačkoj (samo nad Mönchengladbachom 22 jedinke) i Belgiji (~100 jedinki).
Više tisuća životinja, prije svega mladih, prezimljavaju u Africi do koje stižu prelijećući Gibraltar i Bospor. Pri tome dolaze na jug do Senegala, Malija i Nigera, kao i Sudana i Etiopije.
Na hrvatskom otoku Cresu u mjestu Beli nalazi se Centar za posjetitelje i oporavilište za bjeloglave supove Beli. U oporavilište dolaze supove koji stradaju te se nakon oporavka ponovno puštaju u prirodu. Bjeloglavi supovi su zaštićeni zakonom o zaštiti prirode.
Bjeloglavi sup Oštro s otoka Cresa tijekom petogodišnjeg lutanja prevalio je 18 tisuća kilometara i stigao do švedskoga grada Tuvea, do 57. paralele. Nikada do sada niti jedan primjerak njegove vrste nije zabilježen tako daleko na sjeveru planeta. Nakon boravka u oporavilištu za ptice u Göteborgu nastavio je s oporavkom u Hrvatskoj te je krajem rujna 2012. u Belom bio pušten u prirodu.
Gnijezdi se u Srbiji u klisurama rijeka Uvca, Mileševke i Trešnjice na zapadu i jugozapadu zemlje. Odrasle ptice koncentrirane su kolonijalno na širem području gniježđenja, dok mlade lutaju na velike udaljenosti. Ranije su ga često lovili i trovali. U Srbiji se njegov broj povećava zbog poboljšanja zaštite i prihrane.

## Galerija
- Bjeloglavi sup, područje glave
- Između Cresa i Plavnika 22. srpnja 2009.
- Bjeloglavi sup
- Bjeloglavi sup u letu
- Bjeloglavi sup u letu
- Mlada ptica slijeće
- Mladunac u Jeruzalemskom zoološkom vrtu
- U zaštićenom parku životinja Tripsdrill, Njemačka
- Jaje (muzejski primjerak)

## Vanjske poveznice
|  | Zajednički poslužitelj ima stranicu o temi Bjeloglavi sup |
|  | Wikivrste imaju podatke o taksonu Bjeloglavom supu        |

- O eko-centru "Beli" (njem.)
- Videomaterijali o bjeloglavom supu  Arhivirana inačica izvorne stranice od 14. listopada 2008. (Wayback Machine) (engl.)
- Uvac Special Nature Reserve (engl.)
- Životni ciklus i spol (PDF), Javier Blasco-Zumeta  Arhivirana inačica izvorne stranice od 23. srpnja 2011. (Wayback Machine) (engl.)
- Flickerov odabir (engl.)
- Javna ustanova Priroda